# インティンクション

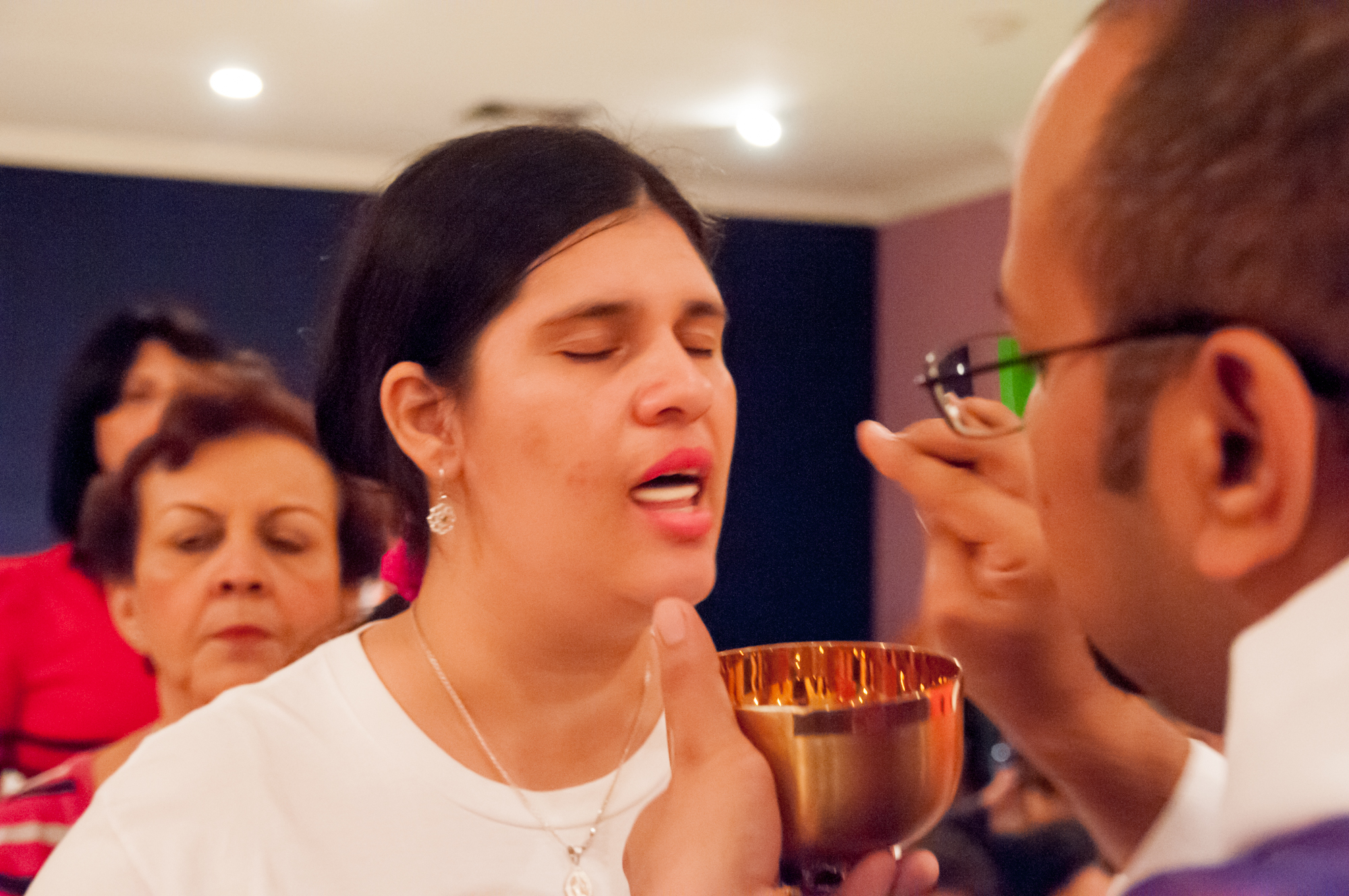
病院でインティンクションによる聖餐

インティンクション（英語: Intinction）とは、キリスト教の「パンとぶどう酒」の聖餐式に際して、パンを司式者（牧師）が持つぶどう酒に浸すことを指す。

## 概要
インティンクションはキリスト教の「パンとぶどう酒」の聖餐式に際して、パンを食べてからぶどう酒をカップ（チャリス）から直接飲むのでなく、パンを司式者（牧師）が持つぶどう酒に浸すことを指し、受領者（信徒）はそのぶどう酒を含んだパンを食べる。語源はラテン語のintinctiō（浸すこと）から。パンをぶどう酒に浸すのは司式者が行なうこともあるし（インティンクション）、受領者が自分で行うこともある（セルフ・インティンクション）。
聖餐式はパンをもらって食べてからは、チャリスからぶどう酒を直接飲んだり、受領者各々があらかじめ小型のカップにぶどう酒（またはぶどうジュース）をもらっておいて飲む場合が多いが、教会によってはこのインティンクションで行う所もある。2020年には新型コロナウイルスのため、一時的にインティンクションに変えている所も出てきた。

## 参照項目
- 聖餐式